# 青蛙王子

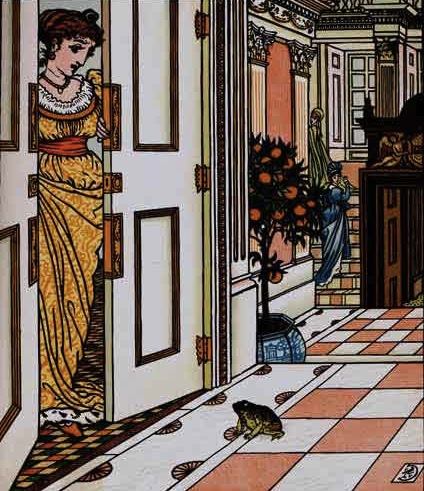
青蛙王子請求進入城堡

《青蛙王子》（德語：Der Froschkönig oder der eiserne Heinrich），也譯作《青蛙王子或名铁胸亨利》，是一個童話故事，以格林兄弟的版本最爲人熟知，一般也是《格林童話》中的第一個故事。清代文學家周桂笙曾於《采風報》上以《蝦蟆太子》為題翻譯本作，後收錄於《新庵諧譯・卷二》之中。

## 故事內容
從前有一個公主，她是國王最小、最漂亮的女兒。她最喜歡玩一個金球，常常把它拋向天空，在它掉下來時再接住。有一天她帶了這顆球去王宮附近的樹林裡玩耍。她在某棵樹下的井旁玩球時，一不小心，球掉進了井中的深水裡。公主在井旁哭泣時，一隻青蛙向她說：“我可以幫妳把金球撿起來，可是我有一個條件。”小公主說：“你幫我把金球撿起來，我的宝石、甚至皇冠都可以給你。”青蛙說：“你的衣服寶石和皇冠我都不喜欢。我想要同你一起玩耍，成为你的玩伴。能讓我坐在你邊上，讓我與妳同食一盤，同飲一杯，同睡一床，如果你答應我，我就跳下去把金球為你拿上來。”為了拿回金球小公主答應了青蛙，但她並不認為青蛙可以成為她的夥伴。當青蛙將金球交給小公主後，小公主頭也不回的跑回王宮，不理青蛙的呼喚。但青蛙並不放棄，牠在晚餐時間來敲王宮的大門。國王知道事情後命令小公主實現她的諾言。小公主勉強與青蛙同飲一杯和同食一盤。當青蛙要與小公主同睡時，小公主對這隻冷冰冰的青蛙害怕極了，但還是用兩根手指把青蛙放在角落，才躺下去，青蛙又叫了起來，“把我放上面，不然我告訴你爸爸。”小公主這才生氣了，她用了全身的力氣把青蛙扔向牆壁上，“終於可以安靜了，你這隻可惡的青蛙”。青蛙掉落地面的時候一動也不動，公主這時著急了，她沒想到青蛙就這麼被她摔死了，小公主不停地跟青蛙道歉並親吻了青蛙，神奇的事情發生了青蛙的身體發出金色的光芒接著變成一個英俊的王子。這時小公主突然發現王子有一雙溫柔的眼睛。王子說，他曾被人下了詛咒，而公主是唯一一位到泉水邊解開詛咒的人，并說明天會有人來接，問公主要不要和他一起回去。公主就睡著了。第二天來了輛馬車，上面坐著忠誠的海因里希（亨利），在他的殿下被變成青蛙的時候，他在胸口綁上了三條鐵帶，用來抵禦心中的苦痛。他來接王子和公主。把他們接上了馬車。馬車走在路上的時候，王子聽到有東西被折斷的聲音。
“亨利亨利，車壞了。”
“車沒壞，殿下。

壞了的是我心上的鐵帶，

那曾經深深的苦痛，

當你坐在井邊，

當你是一隻青蛙的時候。”

後來又傳來兩聲咔嚓，伴隨著亨利心臟跳動的聲音，感慨著殿下的詛咒被解除了，感慨著殿下是如此的幸運。

## 其他版本
在最早的版本中，青蛙被小公主厌恶地砸向墙后，它就变为了一个俊俏的王子。以後的版本中，則是青蛙在小公主親吻後變成王子。

## 外部連結
- 青蛙王子故事：熾天使書城--格林童話集 （页面存档备份，存于）